# Конфедерация Мацея Борковица

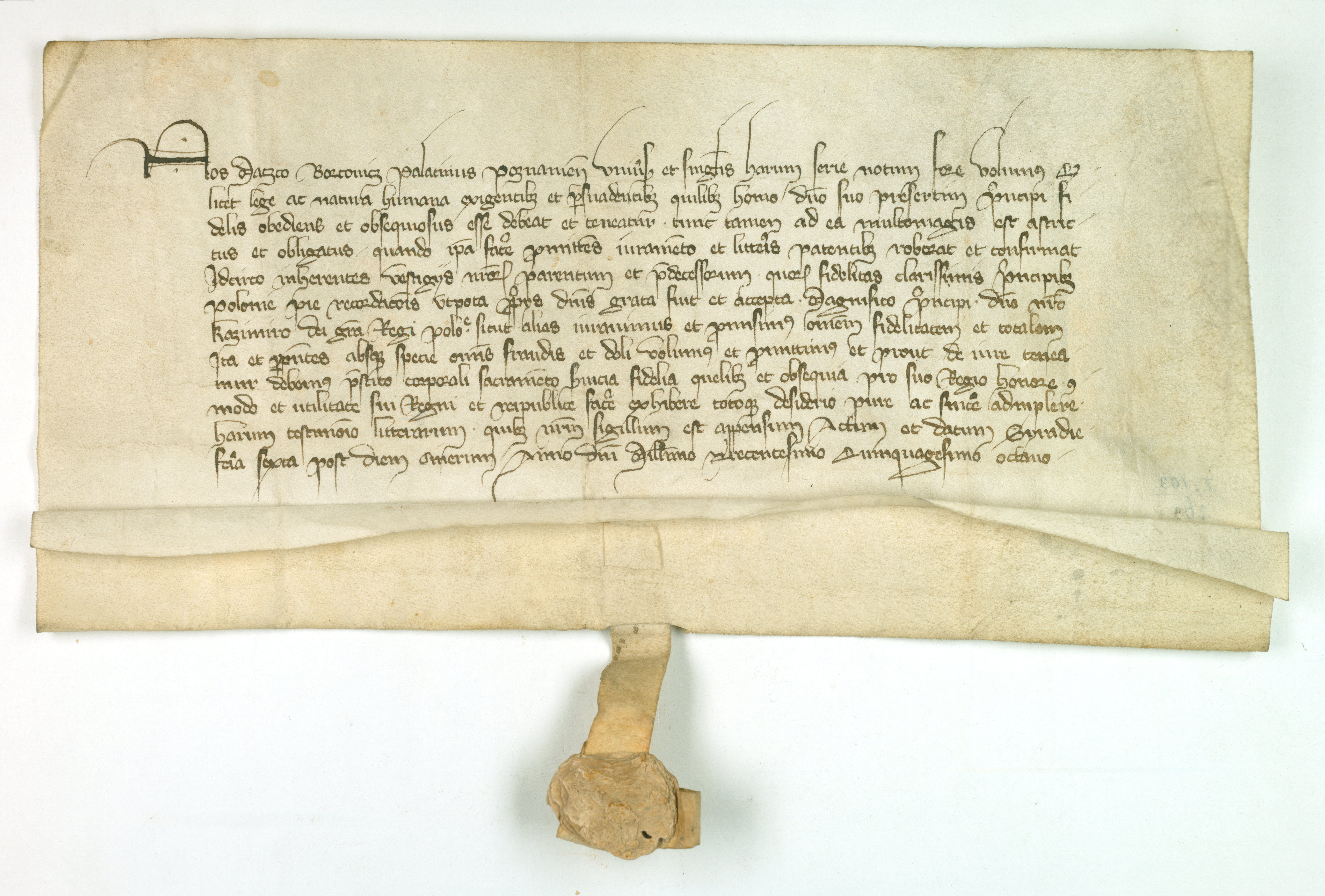
Присяга Мацея Борковица польскому королю Казимиру Великому, 16 февраля 1358 года

Конфедерация Мацея Борковица (пол. Konfederacja Maćka Borkowica) — шляхетская конфедерация, созданная 2 февраля 1352 года в Познани под руководством Мацея Борковица. Конфедерация была создана крупными великопольскими родами Борков, Абданков, Гржимал, Наленчей и Заремб для защиты шляхетских вольностей. Формально конфедерация была создана против короля Казимира Великого (1333—1370), а фактически против назначенного им генерального старосты великопольского Вержбенты из Панивиц (ум. 1369). Конфедерация продолжалась до 1358 года.
В основе конфедерации находился антагонизм малополян и великополян, которые выступали против перемещения административного центра в Краков и отстранения их от должностей в королевской администрации. Великопольское дворянство (шляхта) протестовало против создания должности генерального старосты Великой Польши, который становился фактически управляющим этого района от имени короля. Назначение Мацея Борковица и Пшеслава из Гулува на должности старост познанского и калишского только усугубило ситуацию. Начались беспорядки и разбои на дорогах. Для защиты купцов в 1350 году в Познани была создана дорожная конфедерация. Кроме того, в 1352 году король Казимир Великий отстранил от должностей Мацея Борковица и Пшеслава из Гулува, утвердив в должности генерального старосты великопольского, силезца Вержбенты из Панивиц. Это вызвало открытое недовольство шляхтичей, которые устроили нападения на представителей и сторонников короля. Великая Польша погрузилась в хаос гражданской войны. В 1353 году король Казимир Великий отправился в Великую Польшу, пытаясь стать посредником между обеими группировками. Ему удалось отвлечь от конфедерации роды Заремба и Лещиц. Но конфедераты при помощи бранденбургских отрядов напали на Палуки и осадили Чарнкув. Во главе отрядов конфедератов стояли Мацей Борковиц и Сендзивой из Чарнкува, которые не желая подчиняться королевской власти, убили воеводу калишского Вениамиана из Узажево.
Конфедерация закончилась 16 февраля 1358 года, когда Мацей Борковиц принес ленную присягу на верность королю Польше Казимиру Великому в Серадзе.